# Palazzo Leoni Pizzirani
Il Palazzo Leoni Pizzirani è un edificio barocco  di Roma, che si trova nel rione Trastevere, in Piazza di Sant'Apollonia e con una facciata laterale su Piazza di Santa Maria in Trastevere, nei pressi della basilica di Santa Maria in Trastevere.

## Storia
Il palazzo fu costruito nel XVII secolo per la famiglia Cesarini e passò, nel secolo successivo, ai Leoni, poi ai Cucurni e, nel XVIII secolo, ai Pizzirani, che costruirono l attico sopra la gronda. Il piano nobile ospita il "Venerabile Conservatorio di S. Giuseppe", fondato il 19 giugno 1778 nel palazzo stesso, come indicato nel libro parrocchiale di Santa Maria in Trastevere.
Conosciuto anche come "Casa di Carità" o "Conservatorio delle Pericolanti", contava quattro maestri e ospitava 42 giovani nubili sotto i diciotto anni che erano "a rischio di cadere nel peccato".
Poiché il numero delle donne che necessitavano di questo tipo di sostegno era molto elevato, nel 1794 il Conservatorio si trasferì nell'antico Palazzo Vitelleschi, in Piazza delle Fornaci (la moderna via Garibaldi), sempre nel rione Trastevere.

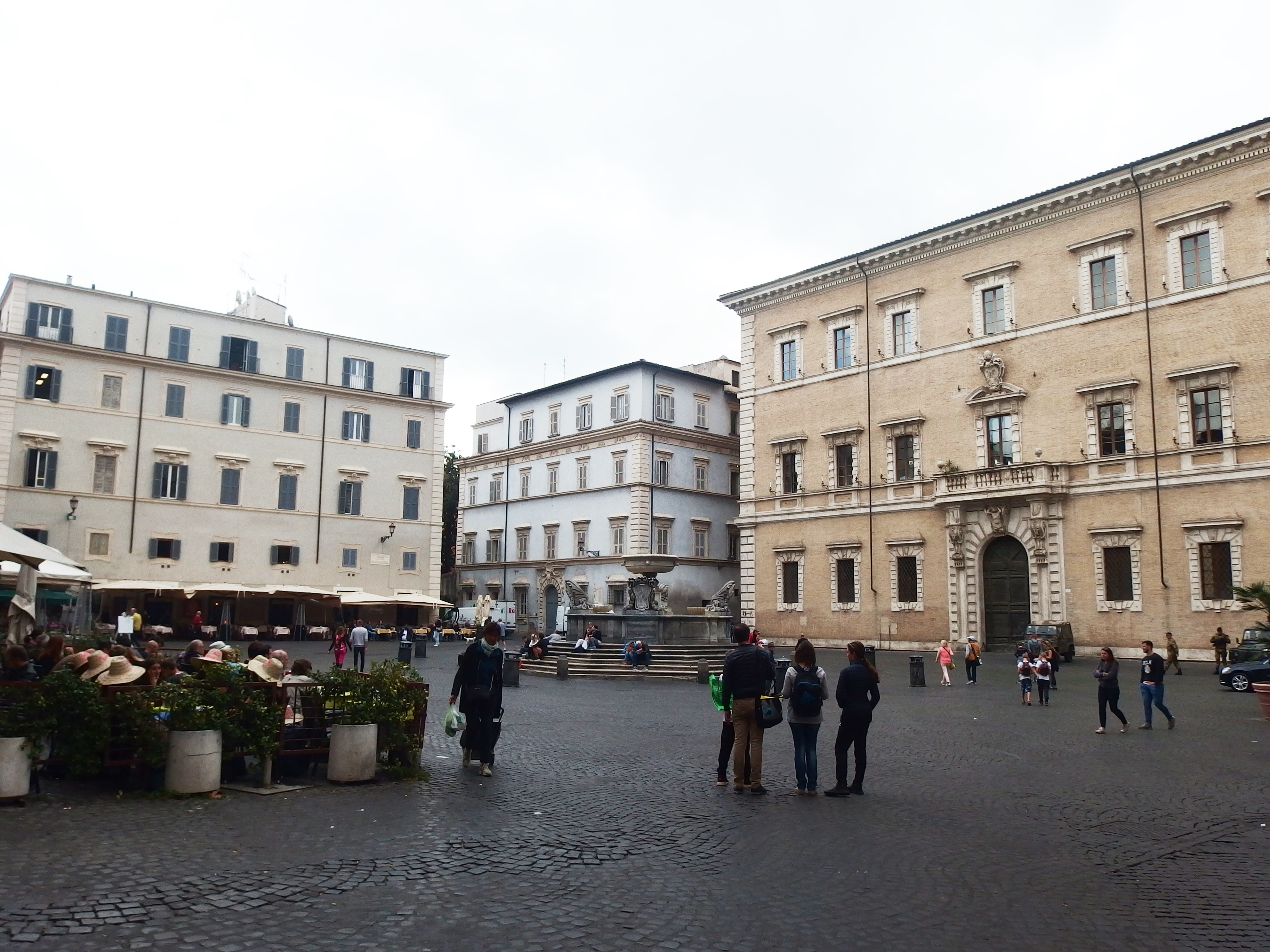
Posizione del palazzo in Piazza di Santa Maria in Trastevere. Da destra, Palazzo di San Callisto, il Palazzo Cavalieri Ossoli e il Palazzo Leoni Pizzirani (dopo il restauro della facciata).

Il palazzo fu edificato in un'area precedentemente occupata da cinque antiche residenze e presenta una facciata su tre piani (oltre al suddetto sottotetto) con finestre archiviate al primo e terzo piano e con una cornice ornata da una piccola testa di stucco nel secondo.
Il grande portale in Piazza di Sant'Apollonia è fiancheggiato da due semicolonne su cui poggiano due mensole che sostengono un balcone appena sopra, sotto il quale è una aquila, simbolo dei Cesarini. Sulla facciata rivolta verso Piazza di Santa Maria, al piano terra è ospitato un ristorante.